# Lusia Harris
Lusia Mae Harris, coniugata Stewart (Minter City, 10 febbraio 1955 – Greenwood, 18 gennaio 2022), è stata una cestista statunitense, membro del Naismith Memorial Basketball Hall of Fame dal 1992.

## Carriera
È considerata una dei migliori pivot della storia della pallacanestro femminile: la sua presenza nel campionato universitario statunitense ha cambiato il volto di questo sport. Era grande e implacabile, dominava sotto canestro; le avversarie la consideravano inarrestabile. Per quattro anni giocò con la Delta State University, allenata da Margaret Wade (anche lei membro della Hall of Fame), e totalizzò 2.981 punti (con una media di 25,9 punti a partita) e 1.662 rimbalzi (14,4 a gara); al momento di laurearsi, deteneva 15 dei 18 record storici della sua università. Per tre anni All-American, con lei in campo, la D.S.U. vinse 109 partite e ne perse appena sei, vincendo tre titoli consecutivi dell'AIAW National Championship.
Fu selezionata nel Draft NBA 1977 al 7º giro (137ª scelta) dai New Orleans Jazz. La Harris tuttavia rifiutò e non gioco mai nella NBA. Nel 1979-80 giocò con le Houston Angels.
Giocò anche in Nazionale in occasione della prima edizione del torneo olimpico di basket femminile, a Montreal 1976. Le statunitensi vinsero la medaglia d'argento e la Harris fu la miglior marcatrice e la miglior rimbalzista della sua selezione. Vinse inoltre la medaglia d'oro ai Giochi panamericani di Città del Messico 1975.
Nel 1992, insieme con Nera White, fu la prima donna ad essere ammessa nel Naismith Memorial Basketball Hall of Fame.